# Urarte
Urarte es un concejo del municipio de Bernedo, en Álava (comarca de Montaña Alavesa), España.

## Geografía
El concejo se encuentra en la margen izquierda del río Ayuda y cerca del parque natural de Izki.

## Despoblados
Forman parte del concejo los despoblados de:
- Larrauri.[4]
- Orzalzan.[5]
- San Jorge.[6]

## Historia
Hacia mediados del siglo XIX, el lugar, por entonces perteneciente al municipio de Arlucea, tenía contabilizada una población de 123 habitantes. Aparece descrito en el decimoquinto volumen del Diccionario geográfico-estadístico-histórico de España y sus posesiones de Ultramar de Pascual Madoz de la siguiente manera:.

URARTE: l. del ayunt. de Arlucea, en la prov. de Alava (á Vitoria 5 1/2 leg.), part. de Salvatierra (7), aud. terr. de Búrgos, c. g. de las Provincias Vascongadas, dióc. de Calahorra (14). sit. en terreno quebrado; clima frio, reina el viento N., y se padecen constipados. Tiene 46 casas, inclusa la municipal con cárcel; escuela de primera educacion para ambos sexos, frecuentada por 20 alumnos y dotada con 16 fan. de trigo; igl. parr. dedida á la Asuncion y servida por 2 beneficiados; una ermita (la Virgen de Larrauri), y una fuente para el surtido de los hab. El térm. confina N. Saseta; E. y S. Pariza, y O. Marquinez; comprendiendo dentro de su circunferencia dos montes poblados de arbustos. El terreno es de mediana calidad; le atraviesan dos riach., uno que nace en Izarza, con un puente; y otro que viene de Arlucea, con dos. caminos: los que dirigen á la cap. y pueblos limítrofes: el correo se recibe de Vitoria, por balijero, los martes, jueves y sábados. prod.: trigo, cebada, centeno, habas, alubias, patatas y maiz; cria de ganado mular, vacuno, cabrio y lanar; caza de liebres, perdices, codornices y palomas; pesca de anguilas y truchas. ind.: ademas de la agrícola y pecuaria, un molino harinero. pobl.: 22 vec.; 123 alm.: contr.: con su ayuntamiento (V.).
(Madoz, 1849, p. 220)

Décadas después, ya en el siglo XX, se describe de la siguiente manera en el tomo de la Geografía general del País Vasco-Navarro dedicado a Álava y escrito por Vicente Vera y López:

Urarte.—Villa situada al S. de Vitoria, de la que dista 21 kilómetros y en la que reside el Ayuntamiento. Cuenta 57 edificios, con una población de 160 habitantes de hecho y 156 de derecho. Su parroquia, rural de primera clase, está dedicada á la Asunción de Nuestra Señora, y pertenece al arciprestazgo de Maestu. En su término está la ermita de Larrauri. Tiene una escuela pública importante. Fué villa de señorío, el cual tenía derecho á nombrar el alcalde. Confina, al N., con Sáseta; al S., con Bajauri (Treviño); al E., con Marquínez, y al O., con Pariza (Treviño). Su término, bastante mortuoso, está regado por dos riachuelos, uno que desciende de Arlucea y el otro de Izarza. La tierra es de regular calidad, pero está bien cultivada y produce trigo, centeno, cebada, maiz, habas, alubias y alguna hortaliza, cría ganado vacuno, lanar, cabrío y caballar. El término de este municipio abarca una superficie de 1,038 hectáreas, de las que se destinan al cultivo 439; dedícanse á trigo, 101; á cebada, 11; á avena, 53; á maiz, 7; á centeno, 5; á yeros, 11; á alholva, 3; á rica, 3; á arbejas, 1, y 244 á varios productos. El vecindario tiene derecho al aprovechamiento de los montes comunales de Larrautia, de 65 hectáreas, Orena, de 10, plantados de robles y hayas. Comparte con otros pueblos el de los llamados Cerro de la Horca, de 3. Larra y Espinal, de 110. Patrucena, de 15, y Urranera y Santa Lucía, de 30, también plantados de hayas y robles. Hay en la villa dos mesones y dos molinos harineros.
(Vera y López, 1915-1921, pp. 380-381)

Hasta 1961 pertenecía al ayuntamiento de Arlucea. Entre 1961 y 1976 estuvo anexa al municipio Arlucea-Marquínez, pero con la disolución de este en 1976, pasó a formar parte del ayuntamiento de Bernedo. En 2022, la entidad singular de población tenía empadronados 42 habitantes y el núcleo de población, veintinueve.

## Demografía
| Gráfica de evolución demográfica de Urarte entre 2000 y 2017 |
|                                                              |
| Población de derecho según los censos de población del INE.  |

## Cultura

### Patrimonio material

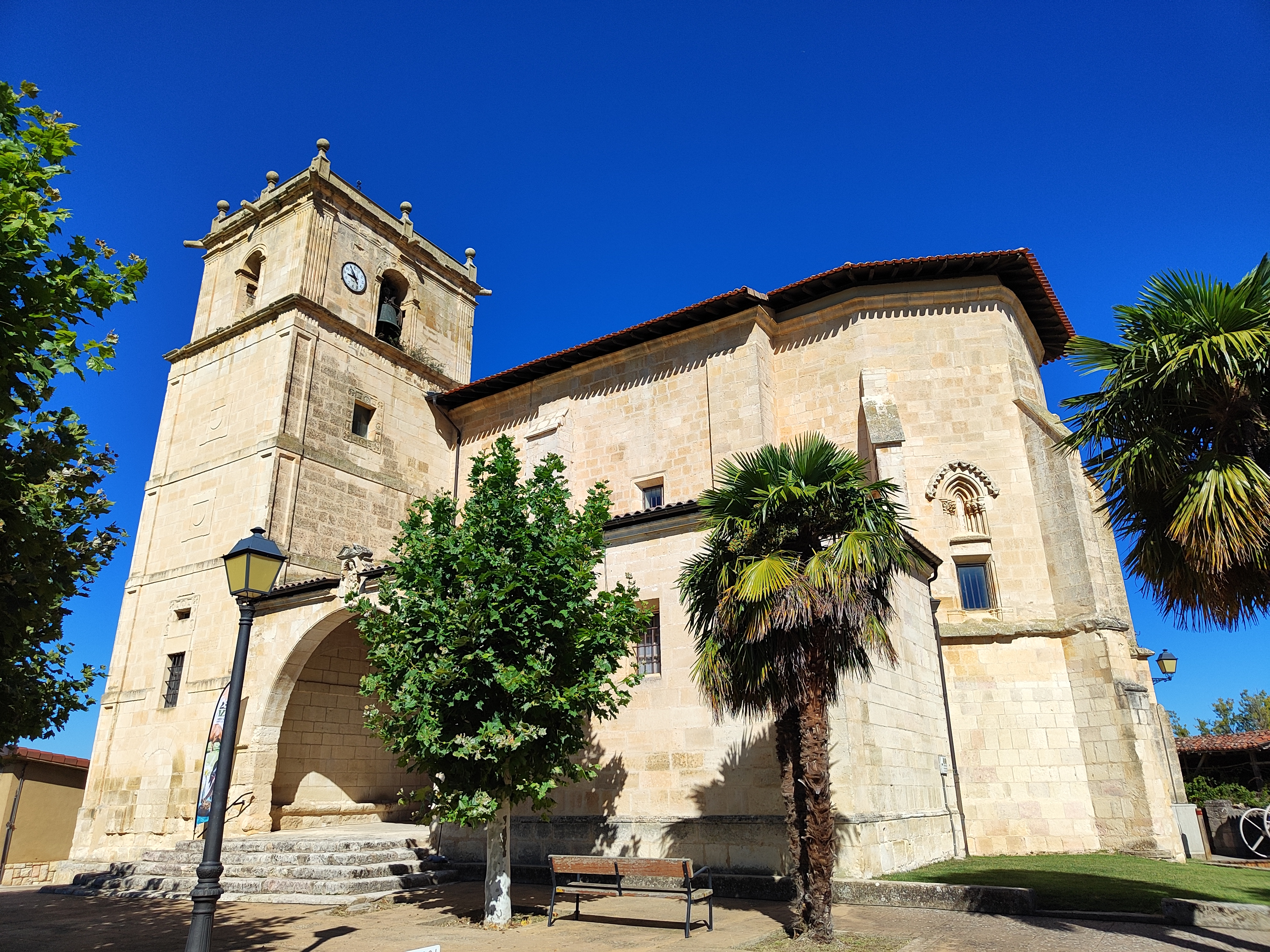
Iglesia de la Asunción de Nuestra Señora en Urarte, concejo de Bernedo (Álava)

- Iglesia de la Asunción de Nuestra Señora en Urarte, concejo de Bernedo (Álava)Iglesia parroquial de la Asunción de Nuestra Señora.[7][8][12] De planta rectangular del siglo XIII, tiene una nave de tres tramos con bóvedas nervadas y un ábside poligonal con bóveda de crucería radial, destacando su portada medieval con arquivoltas decoradas y capiteles esculpidos. Su retablo mayor renacentista-manierista (siglo XVI-XVII) incluye relieves de la Pasión de Cristo y esculturas de la Asunción, Cristo Resucitado y el Calvario. También cuenta con retablos laterales barrocos, una capilla tardo-gótica con bóveda estrellada, una pila bautismal avenerada y un coro renacentista con bóveda de crucería. La sacristía del siglo XVIII conserva una imagen de la Virgen del Rosario y espejos rococós.[13]